# زايفول نظام عبد الله
زايفول نظام عبد الله (24 يوليو 1987 بسنغافورة - ) هو لاعب كرة قدم سنغافوري في مركز حراسة المرمى. شارك مع منتخب سنغافورة لكرة القدم. أما مع النوادي، فقد لعب مع باليستيير خالسا ونادي غومباك يونايتد.

## روابط خارجية
- زايفول نظام عبد الله على موقع قاعدة بيانات كرة القدم.إي يو (الإنجليزية)
- زايفول نظام عبد الله على موقع ناشيونال فوتبول تيمز (الإنجليزية)
- زايفول نظام عبد الله على موقع Soccerway.com (الإنجليزية)